# Zone di protezione speciale del Lazio
Le zone di protezione speciale del Lazio, individuate in base alla Direttiva Uccelli (Direttiva 2009/147/CE) e appartenenti alla rete Natura 2000, sono 39 e comprendono circa 376 137 ettari di superficie terrestre (pari al 13,51% del territorio regionale) e 27 586 ettari di superficie marina.

## Zone di protezione speciale
| Definizione dell’area                                      | Immagine | Codice Natura 2000 | Note | Sup.  | Coordinate              |
| ---------------------------------------------------------- | -------- | ------------------ | ---- | ----- | ----------------------- |
| Bosco del Sasseto                                          |          | IT6010002          |      | 61    | 42.761111°N 11.9475°E   |
| Monte Rufeno (area protetta)                               |          | IT6010003          |      | 2339  | 42.78953°N 11.897237°E  |
| Monti Vulsini                                              |          | IT6010008          |      | 2389  | 42.596389°N 12.014167°E |
| Calanchi di Civita di Bagnoregio                           |          | IT6010009          |      | 1592  | 42.622778°N 12.1525°E   |
| Caldera di Latera                                          |          | IT6010011          |      | 1218  | 42.619444°N 11.796389°E |
| Monte Cimino (versante nord)                               |          | IT6010022          |      | 975   | 42.422778°N 12.197778°E |
| Saline di Tarquinia                                        |          | IT6010026          |      | 150   | 42.200278°N 11.7175°E   |
| Fosso Cerreto                                              |          | IT6010032          |      | 331   | 42.238333°N 12.391111°E |
| Lago di Bolsena, Isole Bisentina e Martana                 |          | IT6010055          |      | 11501 | 42.593793°N 11.928148°E |
| Selva del Lamone e Monti di Castro                         |          | IT6010056          |      | 5705  | 42.532279°N 11.656476°E |
| Lago di Vico Monte Venere e Monte Fogliano                 |          | IT6010057          |      | 2119  | 42.316007°N 12.172751°E |
| Monte Romano (area protetta)                               |          | IT6010058          |      | 3842  | 42.330756°N 11.90154°E  |
| Monti Reatini (area protetta)                              |          | IT6020005          |      | 23483 | 42.420048°N 12.948878°E |
| Laghi Lungo e Ripasottile                                  |          | IT6020011          |      | 907   | 42.4775°N 12.821111°E   |
| Gole del Velino (area protetta)                            |          | IT6020013          |      | 509   | 42.431111°N 13.0825°E   |
| Monte Tancia e Monte Pizzuto                               |          | IT6020017          |      | 6821  | 42.360278°N 12.724167°E |
| Fiume Farfa (corso medio - alto)                           |          | IT6020018          |      | 597   | 42.244167°N 12.7775°E   |
| Monte degli Elci e Monte Grottone                          |          | IT6020019          |      | 515   | 42.194167°N 12.7625°E   |
| Riserva naturale Montagne della Duchessa                   |          | IT6020046          |      | 3487  | 42.185887°N 13.331304°E |
| Comprensorio Tolfetano-Cerite-Manziate                     |          | IT6030005          |      | 67573 | 42.142155°N 11.987683°E |
| Riserva naturale Tevere Farfa                              |          | IT6030012          |      | 2063  | 42.228333°N 12.616944°E |
| Macchiatonda                                               |          | IT6030019          |      | 242   | 42.0014°N 11.9928°E     |
| Torre Flavia (area protetta)                               |          | IT6030020          |      | 49    | 41.962475°N 12.046397°E |
| Lago di Traiano (area protetta)                            |          | IT6030026          |      | 63    | 41.780187°N 12.262629°E |
| Monti Lucretili (area protetta)                            |          | IT6030029          |      | 11636 | 42.064456°N 12.835253°E |
| Lago di Albano (area protetta)                             |          | IT6030038          |      | 604   | 41.748056°N 12.668611°E |
| Monti Lepini (area protetta)                               |          | IT6030043          |      | 46925 | 41.44391°N 13.132946°E  |
| Castel Porziano (Tenuta presidenziale)                     |          | IT6030084          |      | 6039  | 41.724724°N 12.400378°E |
| Comprensorio Bracciano-Martignano                          |          | IT6030085          |      | 19554 | 42.12849°N 12.251376°E  |
| Lago di Fondi (area protetta)                              |          | IT6040010          |      | 702   | 41.321389°N 13.335833°E |
| Parco nazionale del Circeo                                 |          | IT6040015          |      | 22165 | 41.311672°N 12.973665°E |
| Isole di Ponza, Palmarola, Zannone, Ventotene e S. Stefano |          | IT6040019          |      | 17168 | 40.908911°N 12.94258°E  |
| Costa rocciosa tra Sperlonga e Gaeta                       |          | IT6040022          |      | 233   | 41.227778°N 13.501667°E |
| Promontorio Gianola e Monte di Scauri                      |          | IT6040023          |      | 224   | 41.250833°N 13.682222°E |
| Monti Ausoni e Aurunci                                     |          | IT6040043          |      | 62327 | 41.288854°N 13.455875°E |
| Monti Simbruini ed Ernici                                  |          | IT6050008          |      | 52099 | 41.79285°N 13.334958°E  |
| Lago di Posta Fibreno (area protetta)                      |          | IT6050015          |      | 139   | 41.700556°N 13.681944°E |
| Gole del Fiume Melfa                                       |          | IT6050027          |      | 1181  | 41.6025°N 13.666944°E   |
| Massiccio del Monte Cairo (aree sommitali)                 |          | IT6050028          |      | 2787  | 41.570278°N 13.747222°E |